# Episodi de Il mammo (prima stagione)
La prima stagione della sitcom Il mammo veniva trasmessa la domenica alle ore 18:15, all'interno di Buona Domenica.
| nº | Titolo episodio              | Prima TV Italia  |
| -- | ---------------------------- | ---------------- |
| 1  | Una famiglia tutta da ridere | 22 febbraio 2004 |
| 2  | Chiamatemi zio               | 29 febbraio 2004 |
| 3  | Drammi della gelosia         | 7 marzo 2004     |
| 4  | A me gli occhi               | 14 marzo 2004    |
| 5  | Donne in festa               | 21 marzo 2004    |
| 6  | Chi ti ha dato la patente?   | 28 marzo 2004    |
| 7  | La vita è una soap           | 4 aprile 2004    |
| 8  | Papà da i numeri             | 11 aprile 2004   |
| 9  | Baci                         | 18 aprile 2004   |
| 10 | Rubacuori                    | 25 aprile 2004   |
| 11 | Basta un poco di zucchero    | 2 maggio 2004    |
| 12 | Balli e balle                | 9 maggio 2004    |
| 13 | Cercasi lavoro               | 16 maggio 2004   |
| 14 | Complotto di famiglia        | 23 maggio 2004   |
| 15 | Partita al buio              | 30 maggio 2004   |
| 16 | Hanno accoppato Babbo Natale | 6 giugno 2004    |
| 17 | Nuovi arrivi                 | 13 giugno 2004   |
| 18 | Nooo!!!                      | 20 giugno 2004   |
| 19 | Addio casa crudele           | 27 giugno 2004   |
| 20 | Scoop!                       | 4 luglio 2004    |

## Una famiglia tutta da ridere
- Diretto da:
- Scritto da:

### Trama
Silvano riesce finalmente a trovare un lavoro come fumettista e non vede l'ora di firmare il contratto e iniziare a lavorare per portare qualche soldo a casa ma tutto sembra mettersi contro Silvano. Raffa chiede aiuto al padre per lasciare il fidanzato, Linda non vuole andare a scuola, si rompe la lavatrice e Raffa, per sbaglio lancia un oggetto addosso al padre, ferendolo. Non potendo andare a firmare il contratto, il socio di Silvano,Pierpa, decide di andare a prendere Giada, la nuova editrice, e portarla a casa di Silvano. La donna vedendo Silvano se ne innamora e, dopo una serie di sfortunati eventi, offre ai due soci il lavoro a patto che creino fumetti ispirati alla vita reale. Nel frattempo a Patty spunta un brufolo sulla faccia e, visto il suo lavoro di attrice, cercherà in ogni modo di rimuoverlo arrivando a chiedere aiuto a Raffa.

## Chiamatemi zio
- Diretto da:
- Scritto da:

## Drammi della gelosia
- Diretto da:
- Scritto da: